# Батлер (Оклахома)
Батлер (англ. Butler) — місто (англ. town) в США, в окрузі Кастер штату Оклахома. Населення — 208 осіб (2020).

## Географія
Батлер розташований за координатами 35°38′6″ пн. ш. 99°11′3″ зх. д. / 35.63500° пн. ш. 99.18417° зх. д. (35.635095, -99.184186).  За даними Бюро перепису населення США в 2010 році місто мало площу 2,64 км², уся площа — суходіл.

### Клімат
| Клімат : Батлер          | Клімат : Батлер | Клімат : Батлер | Клімат : Батлер | Клімат : Батлер | Клімат : Батлер | Клімат : Батлер | Клімат : Батлер | Клімат : Батлер | Клімат : Батлер | Клімат : Батлер | Клімат : Батлер | Клімат : Батлер | Клімат : Батлер |
| Показник                 | Січ.            | Лют.            | Бер.            | Квіт.           | Трав.           | Черв.           | Лип.            | Серп.           | Вер.            | Жовт.           | Лист.           | Груд.           | Рік             |
| Середній максимум, °C    | 8,8             | 11,7            | 16,8            | 22,7            | 26,9            | 31,9            | 35,3            | 34,1            | 29,2            | 23,6            | 15,7            | 9,9             | 22,3            |
| Середній мінімум, °C     | −7,2            | −4,2            | 0,3             | 6,7             | 11,8            | 17,5            | 20,2            | 19,2            | 14,4            | 7,0             | 0,3             | −5,3            | 6,8             |
| Норма опадів, мм         | 18              | 28              | 48              | 51              | 107             | 97              | 51              | 76              | 79              | 51              | 41              | 20              | 667             |
| ------------------------ | --------------- | --------------- | --------------- | --------------- | --------------- | --------------- | --------------- | --------------- | --------------- | --------------- | --------------- | --------------- | --------------- |
| Джерело: Weatherbase.com |                 |                 |                 |                 |                 |                 |                 |                 |                 |                 |                 |                 |                 |

## Демографія
Згідно з переписом 2010 року, у місті мешкало 287 осіб у 121 домогосподарстві у складі 80 родин. Густота населення становила 109 осіб/км².  Було 162 помешкання (61/км²).
Расовий склад населення:
| - 92,0 % — білих - 3,1 % — корінних американців - 0,3 % — чорних або афроамериканців - 3,8 % — осіб інших рас |

До двох чи більше рас належало 0,7 %. Частка іспаномовних становила 8,7 % від усіх жителів.
За віковим діапазоном населення розподілялося таким чином: 24,0 % — особи молодші 18 років, 53,7 % — особи у віці 18—64 років, 22,3 % — особи у віці 65 років та старші. Медіана віку мешканця становила 44,9 року. На 100 осіб жіночої статі у місті припадало 93,9 чоловіків;  на 100 жінок у віці від 18 років та старших — 96,4 чоловіків також старших 18 років.
Середній дохід на одне домашнє господарство  становив 41 112 долари США (медіана — 29 750), а середній дохід на одну сім'ю — 46 846 доларів (медіана — 36 389). За межею бідності перебувало 35,4 % осіб, у тому числі 66,7 % дітей у віці до 18 років та 11,9 % осіб у віці 65 років та старших.
Цивільне працевлаштоване населення становило 126 осіб. Основні галузі зайнятості: сільське господарство, лісництво, риболовля — 27,8 %, транспорт — 13,5 %, освіта, охорона здоров'я та соціальна допомога — 10,3 %, фінанси, страхування та нерухомість — 9,5 %.